# 四氟化汞
四氟化汞是一种无机化合物，化学式为HgF4，它是化学家发现的一种汞的+4氧化态化合物。汞与其他IIB族元素（锌和镉）一样都具有ns2(n-1)d10的价电子构型，它们通常只用s轨道参与形成化学键。这意味着通常汞的最高氧化态为+2，正因为这样，汞通常被认为是后过渡元素而不是普通的过渡元素。HgF4 于 2007年的实验被报告，但它的存在仍然存在争议。2008年进行的实验未能重复结果。

## 历史
大约在20世纪70年代，化学家就开始了对汞元素高氧化态的推测，20世纪90年代的理论计算表明气相中d8电子构型的平面正方形分子能稳定存在。然而，制备它实验的直到最近的2007年才获得成功，在4K的超低温下以固态氖和固态氩为基质，通过基质隔离技术制得了四氟化汞，并使用红外吸收光谱法进行分析。密度泛函理论的分析和偶合簇量子化学计算表明，汞原子的d轨道参与了化学键的形成，这说明过去的看法是错误的，汞元素应当是一种过渡元素。但是这个结论引起了争论，威廉·巴里·简森（William Barry Jensen）认为四氟化汞只能在特殊的不平衡状态下存在，应当被看做一个特例。

## 解释
理论研究表明汞是自然界存在的锌族元素中唯一一种能形成四氟化物的元素，这种现象可以归结于重元素的相对论效应较为明显。根据理论计算，相对论效应不明显的同族元素锌和镉所形成的四氟化物很不稳定，难以接受氟分子（F2），因此只能形成普通的金属二氟化物。此外，相对论效应更明显的112号元素——鎶形成的四氟化鎶可能会比四氟化汞更加稳定，但目前还没有任何有关实验的报道。然而，最近的理论研究对四氟化汞，甚至是四氟化鎶的存在产生了怀疑。

## 其他研究
四氟化汞发现后，科学家对其他汞的高价化合物进行了研究。量子化学计算表明，三氟化汞键能很小，几乎不可能存在。而形成了两个氟桥键的二聚体Hg
2F
6稳定一些。阴离子[HgF
4]−
和[HgF
5]2−
比中性的三氟化汞更稳定。